# Levi Strauss & Co.
Levi Strauss & Co. (/ˌlefɪ ˈstraʊs/) o también Levi's (/liːˈvaɪs/) es una empresa de capital abierto estadounidense productora de prendas de vestir, mundialmente conocida por la marca Levi's de pantalones vaqueros. Fue fundada en San Francisco, California (Estados Unidos) en 1853 por Levi Strauss, inmigrante de origen judío procedente de Buttenheim, en la región de Franconia, del estado federado de Baviera, al sur de Alemania.
Los ingresos por ventas en el 2018, ascendieron a USD 5.600 millones, y cuenta con más de 15100 empleados.

## Historia
Levi Strauss, nació en Baviera en 1829. En 1853 durante la Fiebre del oro, se traslada a la ciudad de San Francisco (Estados Unidos) para abrir un negocio de venta de ropa, botas y otros artículos a las pequeñas tiendas del oeste americano. En aquella época, existía una gran demanda de ropa de trabajo resistente, por parte de los mineros, agricultores y rancheros. Levi Strauss, fabricaba unos pantalones vaqueros de algodón, aunque estos pantalones tenían un problema y es que los mineros, al meter sus herramientas en los bolsillos desgarraban la tela.
En el año de 1872, Jacob Davis, un sastre judío nacido en el Imperio ruso, radicado en Reno, Nevada, se asocia con Levi Strauss para crear y patentar ropa de trabajo reforzada con remaches de cobre, fabricada con lienzo marrón de algodón y tela vaquera original azul. 
El 20 de mayo de 1873, el Registro de Marcas y Patentes de los EE. UU. otorga la patente núm. 139,121 a Levi Strauss & Co. y Jacob Davis por su invento de vaqueros con remaches. Así es como nacieron los vaqueros o blue jeans, inicialmente denominados “XX”.
En 1886, inventan el logotipo de la empresa, que son dos caballos enganchados a un pantalón de la marca Levi's, tirando en sentido contrario para demostrar la dureza y resistencia de estos pantalones. A principios del siglo XXI, ese logotipo sigue impreso en muchas de las prendas de la empresa, así como en todos los pantalones de la marca, en una placa de cuero situada en la parte trasera de los pantalones. 
En 1890, aparecen por primera vez, los icónicos pantalones "501".
En 1902, muere Levi Strauss, y sus cuatro nietos asumen el control del negocio. 
El 18 de abril de 1906, la sede y las dos fábricas de Levi Strauss & Co. son destruidas por el terremoto de San Francisco y los incendios que el mismo produjo. La nueva fábrica se construyó en el 250 de Valencia Street.
En 1909 se comienzan a comercializar los pantalones y chaquetas caqui; y en el año 1912 LS&Co. lanza al mercado los petos para niños, una prenda vaquera de una pieza resistente e ideal para jugar. 
En  1918, la marca lanza al mercado los "Freedom-Alls". Una prenda única (túnica-pantalón) diseñada para dar libertad de movimiento a las mujeres y proveerles vestimenta más cómoda que la disponible en esa época para las mujeres. En 1928 LS&Co. registra el nombre  Levi’s como marca comercial.
En la década de 1930 los auténticos "cowboys" vistiendo pantalones vaqueros Levi’s se elevan al estatus de míticos, y esta vestimenta del oeste se convierte en sinónimo de libertad e independencia. Las personas del este que deseaban una auténtica experiencia vaquera se iban a los ranchos del oeste, donde adquirían su primer par de vaqueros Levi’s, que al volver a casa mostraban a sus amigos, y así ayudaron a difundir la influencia del oeste en el resto del país.
En 1934 surgen los primeros vaqueros para mujer, los Lady Levi’s, estaban hechos de tela vaquera preen cogida y creados con muchas de las características de los vaqueros 501 para hombre. Deben su feminidad a una cintura alta y ajustada con estilo.
En 1936 la "Red Tab" se coloca por primera vez en el bolsillo posterior derecho de los vaqueros, y se borda la palabra LEVI’S en mayúsculas y en blanco sólo en un lado. La etiqueta roja pretende diferenciar los vaqueros Levi’s de los de la competencia.
En la década de 1950 los vaqueros se prohibieron en algunas escuelas, especialmente en el este, por considerarse una mala influencia. El retrato de los "delincuentes juveniles" en vaqueros de las películas en televisión conllevó que muchos directores de escuela prohibieran esta prenda en clase por miedo a que llevar el uniforme rebelde impulsara a los estudiantes a actuar en contra de cualquier tipo de autoridad.
En 1961, las nuevas siluetas de la década de los 60, que eran más delgadas, inspiran los Slim Fit, unos pantalones de cinco bolsillos para chicos jóvenes a los que los adolescentes llamaban Levi’s blancos.

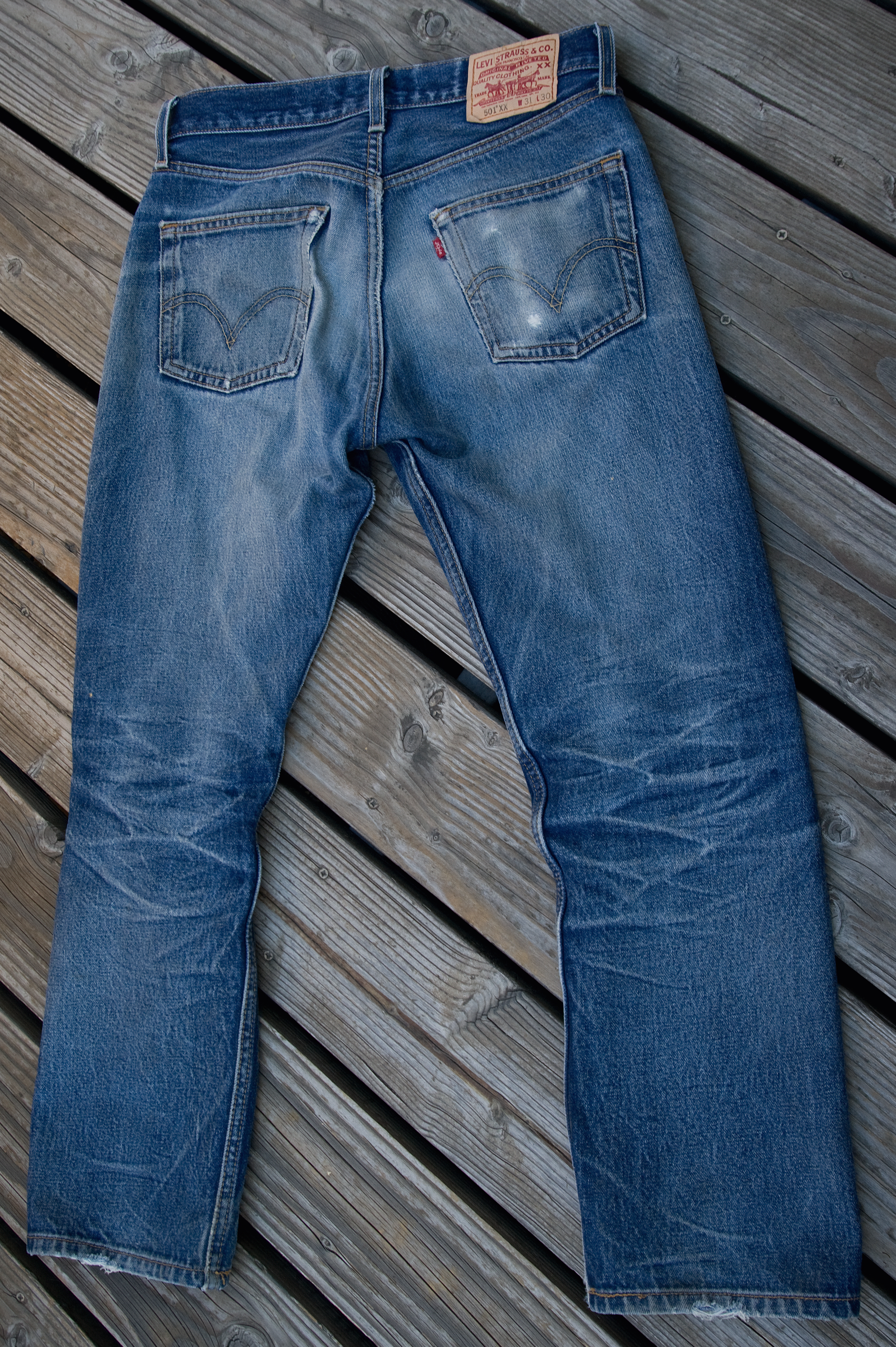
Pantalón Levi's 501

En 1967, se crea el distintivo de Levi's, la marca roja de la casa con la forma de alas de murciélago, diseñado por Walter Landor & Associates.
En el 2002, Levi Strauss inicia una estrecha colaboración comercial con Walmart, produciendo una línea especial de vaqueros "Signature" y otras prendas para la venta exclusiva en tiendas Walmart hasta 2006. Levi Strauss lidera la industria de la confección en casos de infracción de marca registrada, presentando casi 100 demandas contra competidores desde 2001.
En febrero de 2019, la compañía anuncia su regreso al mercado bursátil luego de 39 años como compañía privada, y el 20 de marzo del mismo año la compañía anuncia el precio de la oferta pública de venta, comenzando a cotizar dos días más tarde en la Bolsa de Nueva York al precio de 17 dólares la acción, bajo el símbolo de "LEVI".

## Impacto cultural
Levi's ha sido usado por gente de todas las profesiones y condiciones sociales, desde mineros hasta actores y galardonados con el Premio Nobel, desde Marlon Brando hasta el propio Albert Einstein, cuya chaqueta de cuero fue fabricada por Levi Strauss & Co en la década de 1930 y vendida en la casa de subastas Christie's en julio de 2016 por 110 500 libras esterlinas.